# Leichtathletik-Halleneuropameisterschaften 2021/Teilnehmer (Griechenland)
| Gelbes Symbol für Goldmedaillen mit stilisierten Olympischen Ringen | Graues Symbol für Silbermedaillen mit stilisierten Olympischen Ringen | Braundes Symbol für Bronzemedaillen mit stilisierten Olympischen Ringen |
| ------------------------------------------------------------------- | --------------------------------------------------------------------- | ----------------------------------------------------------------------- |
| 1                                                                   | —                                                                     | —                                                                       |

Aus Griechenland starteten elf Athletinnen und acht Athleten bei den Leichtathletik-Halleneuropameisterschaften 2021 in Toruń, die eine Goldmedaille errangen. Kurz vor der Abreise der griechischen Delegation musste der für den Hürdensprint gemeldete Konstadinos Douvalidis wegen einer Bizeps-Verletzung seine Teilnahme absagen.

## Ergebnisse

### Frauen

#### Laufdisziplinen
| Athletin                      | Disziplin   | Vorlauf        | Vorlauf | Halbfinale         | Halbfinale         | Finale             | Finale             |
| Athletin                      | Disziplin   | Zeit           | Platz   | Zeit               | Platz              | Zeit               | Platz              |
| ----------------------------- | ----------- | -------------- | ------- | ------------------ | ------------------ | ------------------ | ------------------ |
| Maria Gatou                   | 60 m        | 7,40 s         | 27      | nicht qualifiziert | nicht qualifiziert | nicht qualifiziert | nicht qualifiziert |
| Kyriaki Samani                | 60 m        | 7,69 s         | 37      | nicht qualifiziert | nicht qualifiziert | nicht qualifiziert | nicht qualifiziert |
| Rafaela Spanoudaki-Chatziriga | 60 m        | 7,33 s         | 15      | 7,29 s             | 11                 | nicht qualifiziert | nicht qualifiziert |
| Irini Vasiliou                | 400 m       | 52,76 s PB     | 14      | 53,31 s            | 16                 | nicht qualifiziert | nicht qualifiziert |
| Konstantina Giannopoulou      | 800 m       | 2:08,62 min    | 33      | nicht qualifiziert | nicht qualifiziert | nicht qualifiziert | nicht qualifiziert |
| Anastasia Marinakou           | 1500 m      | 4:19,60 min SB | 21      | nicht qualifiziert | nicht qualifiziert | nicht qualifiziert | nicht qualifiziert |
| Elisavet Pesiridou            | 60 m Hürden | 8,31 s SB      | 38      | nicht qualifiziert | nicht qualifiziert | nicht qualifiziert | nicht qualifiziert |

#### Sprung/Wurf
| Athletin               | Disziplin      | Qualifikation | Qualifikation | Finale             | Finale             |
| Athletin               | Disziplin      | Höhe/Weite    | Platz         | Höhe/Weite         | Platz              |
| ---------------------- | -------------- | ------------- | ------------- | ------------------ | ------------------ |
| Ioanna Zakka           | Hochsprung     | 1,87 m PB     | 12            | nicht qualifiziert | nicht qualifiziert |
| Eleni-Klaoudia Polak   | Stabhochsprung | –––           | –––           | 4,65 m             | 5                  |
| Spyridoula Karydi      | Dreisprung     | 13,69 m       | 11            | nicht qualifiziert | nicht qualifiziert |
| Paraskevi Papachristou | Dreisprung     | 14,39 m       | 2             | 14,31 m            | 5                  |

### Männer

#### Laufdisziplinen
| Athlet                | Disziplin | Vorlauf   | Vorlauf | Halbfinale         | Halbfinale         | Finale             | Finale             |
| Athlet                | Disziplin | Zeit      | Platz   | Zeit               | Platz              | Zeit               | Platz              |
| --------------------- | --------- | --------- | ------- | ------------------ | ------------------ | ------------------ | ------------------ |
| Ioannis Nyfandopoulos | 60 m      | 6,74 s SB | 29      | nicht qualifiziert | nicht qualifiziert | nicht qualifiziert | nicht qualifiziert |
| Konstantinos Zikos    | 60 m      | 6,67 s    | 11      | 6,67 s             | 12                 | nicht qualifiziert | nicht qualifiziert |
| Andreas Dimitrakis    | 1500 m    | 3:44,05 s | 33      | nicht qualifiziert | nicht qualifiziert | nicht qualifiziert | nicht qualifiziert |

#### Sprung/Wurf
| Athletin                     | Disziplin      | Qualifikation | Qualifikation | Finale             | Finale             |
| Athletin                     | Disziplin      | Höhe/Weite    | Platz         | Höhe/Weite         | Platz              |
| ---------------------------- | -------------- | ------------- | ------------- | ------------------ | ------------------ |
| Konstandinos Filippidis      | Stabhochsprung | 5,50 m        | 11            | nicht qualifiziert | nicht qualifiziert |
| Alexandros-Viktor Peristeris | Weitsprung     | 7,61 m PB     | 11            | nicht qualifiziert | nicht qualifiziert |
| Miltiadis Tendoglou          | Weitsprung     | 8,04 m        | 2             | 8,35 m WL          | Gold               |
| Nikolaos Andrikopoulos       | Dreisprung     | 15,61 m       | 13            | nicht qualifiziert | nicht qualifiziert |
| Dimitris Tsiamis             | Dreisprung     | 16,38 m       | 6             | 16,40 m            | 7                  |